# 道の駅八王子滝山
道の駅八王子滝山（みちのえき はちおうじたきやま）は、東京都八王子市滝山町にある東京都道169号淵上日野線（新滝山街道）の道の駅である。
2007年（平成19年）4月1日開駅。東京都内では初の道の駅で、都内では唯一の道の駅である。

## 施設・概要
初代駅長は交通評論家の芥川麻実子（芥川也寸志の長女、芥川龍之介の孫）。現在は名誉駅長を務めている。観光客だけでなく飲食品を買い求める地元消費者が多く、年間で約88万人が訪れる。
- 第一駐車場（普通車55台、大型車5台、身障者用2台、自転車45台、バイク28台）
- 第二駐車場（普通車22台、大型車5台）
- トイレ （男子（大）3・（小）7、女子8、身障者用1）
- 授乳室
- 情報発信コーナー
- 地域交流ホール
- 農産物直売所「ファーム滝山」[5]
- 地域物産販売コーナー
- おそうざい「はちまきや」
  - 「おやき」が評判になっているが、手作り生産のため生産数が少なく、午前中で売り切れとなることがある。
- アイス・ジェラート「ミルクアイスMO-MO」（八王子産牛乳を使用）
- フードコート「彩食庵」
  - 刻み玉ねぎが入った「八王子ラーメン」を食べられる[5]。
- 和カフェ「滝山茶屋」
- 会議室

### 管理団体
- 設置者：八王子市
- 指定管理者：中日本エクシス[8]

## アクセス
- 東京都道169号淵上日野線（新滝山街道） - 登録路線
- 東京都道166号瑞穂あきる野八王子線（ひよどり山有料道路）
  - 中央自動車道 八王子IC
  - 国道411号（滝山街道）
  - 国道16号
  - 東京都道162号三ツ木八王子線

自動車
- 中央自動車道八王子ICより約5分。

公共交通機関（路線バス）
- 京王八王子駅・八王子駅から西東京バス【ひ01】戸吹（ひよどり山トンネル経由）、【ひ06】拝島駅、【ひ07】秋川駅（ひよどり山トンネル経由）、【ひ08】戸吹スポーツ公園入口行きで約9分、「道の駅八王子滝山入口」下車徒歩約3分。
- 秋川駅から西東京バス【ひ07】JR・京王八王子駅行きで約35分、「道の駅八王子滝山入口」下車徒歩約3分。
- 西八王子駅からはちバス北部コース東海大学八王子病院行きで約33分、「道の駅八王子滝山入口」下車徒歩約3分。
- 拝島駅から西東京バス【ひ06】JR・京王八王子駅行きで約15分、「道の駅八王子滝山入口」下車徒歩約3分。本数が極めて少ない。

## 周辺
- 東京純心大学、東京純心女子中学校・高等学校
- 創価大学、東京富士美術館
- 八王子宇津木台郵便局
- 東日本旅客鉄道（JR東日本）八高線 小宮駅
- 多摩川